# مونرو (كارولاينا الشمالية)
مونرو (بالإنجليزية: Monroe)‏ هي مدينة أمريكية ومركز مقاطعة يونيون في ولاية كارولاينا الشمالية في الولايات المتحدة الأمريكية.

## أعلام
- كريستين داردن
- ديفيد فرانكلين هيوستن
- هيو هاوي
- جون جيه باركر
- روبرت فرانكلين ويليامز